# Geospiza conirostris
Il fringuello terricolo grosso dei cactus (Geospiza conirostris Ridgway, 1890) è un uccello della famiglia Thraupidae, endemico delle isole Galápagos in Ecuador.

## Sistematica
Comprende le seguenti sottospecie:
- Geospiza conirostris conirostris
- Geospiza conirostris darwini
- Geospiza conirostris propinqua